# 沃什伯恩 (北达科他州)
沃什伯恩（英語：Washburn），是美国北达科他州麥克萊恩縣下属的一座城市。根据2010年美国人口普查，该市有人口1,246人。2011年估计该市有人口1,261人，相对于2010年，增长率为1.20%。